# チェスター・ハイムズ

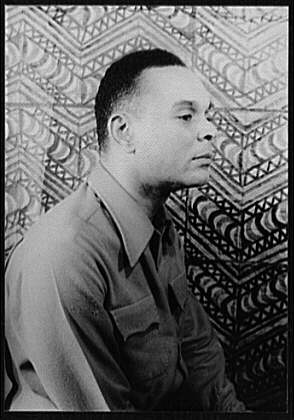
チェスター・ハイムズ

チェスター・ハイムズ（Chester Himes、1909年7月29日 - 1984年11月12日）は、アメリカ合衆国の小説家。

## 人物
ミズーリ州ジェファーソンシティ出身。オハイオ州立大学中退。
1957年にフランスのガリマール社から"For Love of Imabelle"（『イマベルへの愛』）を刊行する。同作で翌1958年のフランス推理小説大賞を受賞。
『イマベルへの愛』から続く、「墓掘りジョーンズと棺桶エド(Gravedigger Jones & Coffin Ed Johnson)」の黒人刑事コンビを主人公としたシリーズものの推理小説を執筆した。

## 日本語訳作品

### 「墓掘りジョーンズと棺桶エド」シリーズ
- 『イマベルへの愛』（For Love of Imabelle (1957)、尾坂力訳、ハヤカワ・ミステリ） 1971.4
フランス推理小説大賞（1958）受賞
『レイジ・イン・ハーレム』(A Rage in Harlem)として映画化(1991)
- 『狂った殺し』（The Crazy Kill (1959)、工藤政司訳、ハヤカワ・ミステリ） 1971.2
- 『リアルでクールな殺し屋』（The Real Cool Killers (1959)、村社伸訳、ハヤカワ・ミステリ） 1971.6
- 『金色のでかい夢』（The Big Gold Dream (1960)、大井良純訳、ハヤカワ・ミステリ） 1971.9
- 『黒の殺人鬼』（All Shot Up (1960)、片岡義男訳、ハヤカワ・ミステリ） 1973.8
- 『ロールスロイスに銀の銃』（Cotton Comes to Harlem (1964)、篠原慎訳、角川文庫） 1971、角川書店、海外ベストセラー・シリーズ『聖者が街にやってくる』　1975
映画化(1970)　日本公開題名『ロールスロイスに銀の銃』
- 『夜の熱気の中で』（The Heat's on (1966)、篠原慎訳、角川書店、海外ベストセラー・シリーズ　1972、角川文庫　1975
映画化(1972)　日本公開題名『ハーレム愚連隊』
- 『暑い日暑い夜』（Blind Man with a Pistol (1969)、篠原慎訳、角川書店、海外ベストセラー・シリーズ　1971、角川文庫　1975

### ノンシリーズ作品
- 『ピンク・トウ』Pinktoes(1961)（植草甚一訳、河出書房新社、人間の文学、1969）
- 『逃げろ逃げろ逃げろ！』Run Man Run(1966)（田村義進訳、新潮文庫、2025）

### 短編
- 「へび」（The Snake、小鷹信光訳、『奇想天外』1974年1月号 No.1に掲載）、のち矢野浩三郎編、番町書房『続・世界怪奇ミステリ傑作選』に収載
- 「ハーレム八番街に届いたもの」（Tang、大谷豪見訳、『ミステリマガジン』1993年11月号 No.451に掲載）
- 「相続人は檻の中」（Money Don't Spend in the Stir、大谷豪見訳、『ミステリマガジン』1994年11月号 No.463に掲載）
- 「マリファナと拳銃」（Marijuana and a Pistol、高橋和子訳、『ミステリマガジン』2004年7月号 No.581に掲載）
- 「夢にうつつに」（On Dreams and Reality、高橋和子訳、『ミステリマガジン』2005年5月号 No.591に掲載）
- 「“笑っていろ”と歌は言う」（The Song Says 'Keep on Smiling'、高橋和子訳、『ミステリマガジン』2005年7月号 No.593に掲載）
- 「夜に哭く」（The Night's for Crying、高橋徹訳、橋本福夫,浜本武雄編、早川書房、黒人文学全集8『黒人作家短篇集』に収載）
- 「ママの伝道寄付金」（赤松光雄訳、新潮社、『黒人作家短篇集』に収載）